# Ekipa z Florydy
Ekipa z Florydy (ang. MTV Floribama Shore, od 2017) – amerykański program telewizyjny typu reality show wyprodukowany przez wytwórnię 495 Productions, będący następcą programu Ekipa z New Jersey.
Premierowy odcinek programu został wyemitowany w Stanach Zjednoczonych 27 listopada 2017 na amerykańskim MTV. W Polsce premiera programu odbyła się 9 stycznia 2018 na antenie MTV Polska.
Dnia 8 stycznia 2018 stacja MTV ogłosiła, że powstanie drugi sezon programu. Premiera drugiego sezonu odbyła się 9 lipca 2018. W Polsce premiera odbyła się 25 lipca.
Dnia 11 czerwca 2019 zostało ogłoszne, że powstanie trzeci sezon programu, a jego premiera odbyła się 14 listopada 2019.
W listopadzie 2020 zostało ogłoszone, że powstanie czwarty sezon programu. Zdjęcia do czwartego sezonu rozpoczęły się w listopadzie, ale produkcja została wstrzymana na dwa tygodnie, podczas którego członkowie uzyskali pozytywny wynik testu na COVID-19. Dnia 26 stycznia 2021 stacja MTV poinformowała, że najnowszy sezon programu odbędzie się bez udziału dwóch uczestniczek – Kortni Gilson oraz Mattie Lynn Breaux. Premiera czwartego sezonu odbyła się 25 lutego 2021.

## Opis programu
Program opowiada o grupie ośmiu Południowców, którzy przyjeżdżają na wakacje do najgorętszego miasta na wybrzeżu Zatoki Meksykańskiej – Panama City Beach, aby spędzić niezapomniane lato. Głównym celem młodych imprezowiczów będzie dobra zabawa dzięki, której będą mogli oderwać się od codziennego życia i męczących zobowiązań, ale za to odnaleźć miłość, trochę dodatkowej gotówki oraz przyjaciół.

## Obsada

### Główni
| Jeremiah Buoni |
| Codi Butts     |
| Kortni Gilson  |
| Aimee Hall     |
| Kirk Medas     |
| Nilsa Prowant  |
| Candace Rice   |
| Gus Smyrnios   |

### Gościnnie
| Uczestnik          | Sezon | Sezon | Sezon | Sezon | Sezon | Sezon |
| Uczestnik          | 1     | 2     | 3     | 4a    | 4b    |       |
| ------------------ | ----- | ----- | ----- | ----- | ----- | ----- |
| Mattie Lynn Breaux |       |       |       |       |       |       |

    = Główny
    = Gość
    = Nie występuje

## Spis odcinków
| Amerykańska premiera | Polska premiera      | Nr odcinka     | Angielski tytuł                    |
| SERIA PIERWSZA       | SERIA PIERWSZA       | SERIA PIERWSZA | SERIA PIERWSZA                     |
| -------------------- | -------------------- | -------------- | ---------------------------------- |
| 27 listopada 2017    | 9 stycznia 2018      | 01             | Eat, Pray, Party!                  |
| 27 listopada 2017    | 16 stycznia 2018     | 02             | Plunger Envy                       |
| 4 grudnia 2017       | 23 stycznia 2018     | 03             | Dollar Draft Beer People           |
| 11 grudnia 2017      | 30 stycznia 2018     | 04             | Home Sweet Home to Me              |
| 18 grudnia 2017      | 6 lutego 2018        | 05             | Love You Like a Brother            |
| 25 grudnia 2017      | 13 lutego 2018       | 06             | Princess Goddess Mermaid           |
| 1 stycznia 2018      | 20 lutego 2018       | 07             | Drunken Words; Sober Thoughts      |
| 8 stycznia 2018      | 27 lutego 2018       | 08             | Snuggle Puddle                     |
| SERIA DRUGA          |                      |                |                                    |
| 9 lipca 2018         | 25 lipca 2018        | 09             | Psycho-ass Beach                   |
| 16 lipca 2018        | 1 sierpnia 2018      | 10             | Dirty But Worth It                 |
| 23 lipca 2018        | 8 sierpnia 2018      | 11             | To Hunch or Not to Hunch?          |
| 30 lipca 2018        | 15 sierpnia 2018     | 12             | We Goin’ Again                     |
| 6 sierpnia 2018      | 22 sierpnia 2018     | 13             | More Than a Boo Thang              |
| 13 sierpnia 2018     | 29 sierpnia 2018     | 14             | Sex, Lies, and Caution Tape        |
| 13 sierpnia 2018     | 5 września 2018      | 15             | Boo-Thang Blues                    |
| 27 sierpnia 2018     | 12 września 2018     | 16             | The Faint Blue Line                |
| 3 września 2018      | 19 września 2018     | 17             | There’s No C in Disease            |
| 10 września 2018     | 26 września 2018     | 18             | Kook-A-Pooped                      |
| 17 września 2018     | 3 października 2018  | 19             | Girl, Bye                          |
| 24 września 2018     | 10 października 2018 | 20             | A Thin Line Between Hunch and Hate |
| 1 października 2018  | 17 października 2018 | 21             | Scorn in the Bayou                 |
| 8 października 2018  | 24 października 2018 | 22             | Reservations for Eight             |
| 29 listopada 2018    | 7 stycznia 2019      | 23             | Impubescent Clown                  |
| 29 listopada 2018    | 8 lutego 2019        | 24             | Girl Code Red                      |
| 6 grudnia 2018       | 8 lutego 2019        | 25             | Hunch Punch                        |
| 13 grudnia 2018      | 15 lutego 2019       | 26             | A Whole Lotta Yikes                |
| 20 grudnia 2018      | 15 lutego 2019       | 27             | Let’s Taco ’Bout It                |
| 27 grudnia 2018      | 22 lutego 2019       | 28             | Too Late For Apologies             |
| 3 stycznia 2019      | 22 lutego 2019       | 29             | Not Nothing Physical               |
| 10 stycznia 2019     | 1 marca 2019         | 30             | Meet The Buttses                   |
| 17 stycznia 2019     | 1 marca 2019         | 31             | You Had Me At Beer                 |
| 24 stycznia 2019     | 8 marca 2019         | 32             | Newsworthy                         |
| 31 stycznia 2019     | 8 marca 2019         | 33             | My Favorite Mistake                |
| 7 lutego 2019        | 15 marca 2019        | 34             | To Hunch or To Punch?              |
| SERIA TRZECIA        |                      |                |                                    |
| 14 listopada 2019    | 23 stycznia 2020     | 35             | Thots and Prayers                  |
| 14 listopada 2019    | 23 stycznia 2020     | 36             | From Mad to Grad                   |
| 21 listopada 2019    | 30 stycznia 2020     | 37             | It’s My Birthday                   |
| 21 listopada 2019    | 30 stycznia 2020     | 38             | Tryna Have a Good Time             |
| 5 grudnia 2019       | 6 lutego 2020        | 39             | Old Gussy’s Back                   |
| 12 grudnia 2019      | 6 lutego 2020        | 40             | Hog Senses                         |
| 19 grudnia 2019      | 13 lutego 2020       | 41             | Bro-ke Up                          |
| 26 grudnia 2019      | 13 lutego 2020       | 42             | Floribama Pride                    |
| 2 stycznia 2020      | 20 lutego 2020       | 43             | Check Please                       |
| 9 stycznia 2020      | 20 lutego 2020       | 44             | Let’s See Some Butts!              |
| 16 stycznia 2020     | 27 lutego 2020       | 45             | Return of the Kookapoo             |
| 23 stycznia 2020     | 27 lutego 2020       | 46             | Free the Chi Chi’s                 |
| 30 stycznia 2020     | 5 marca 2020         | 47             | There’s No Pizza in Jail           |
| 6 lutego 2020        | 5 marca 2020         | 48             | Bad Day at the Beach               |
| 13 lutego 2020       | 12 marca 2020        | 49             | All This Over a Flower             |
| 20 lutego 2020       | 12 marca 2020        | 50             | Ta Ta’s Up                         |
| SERIA CZWARTA        |                      |                |                                    |
| 25 lutego 2021       | 12 kwietnia 2021     | 51             | Montanabama Shore                  |
| 4 marca 2021         | 19 kwietnia 2021     | 52             | Puke Rally Relay                   |
| 11 marca 2021        | 26 kwietnia 2021     | 53             | On Thin Ice                        |
| 18 marca 2021        | 3 maja 2021          | 54             | Dude, Where’s My Hair Dryer?       |
| 25 marca 2021        | 10 maja 2021         | 55             | Door Dash                          |
| 25 marca 2021        | 17 maja 2021         | 56             | All Copacetic                      |
| 1 kwietnia 2021      | 24 maja 2021         | 57             | Bygones                            |
| 8 kwietnia 2021      | 31 maja 2021         | 58             | Club La Basement                   |
| 15 kwietnia 2021     | 7 czerwca 2021       | 59             | Such A Gentleman                   |
| 22 kwietnia 2021     | 14 czerwca 2021      | 60             | Animal Therapy                     |
| 29 kwietnia 2021     | 21 czerwca 2021      | 61             | Havasu Heat                        |
| 6 maja 2021          | 28 czerwca 2021      | 62             | Butts & Hall’s Hangover Cure       |
| 13 maja 2021         | 5 lipca 2021         | 63             | Exposed                            |
| Część druga          |                      |                |                                    |
| 16 września 2021     | 7 lutego 2022        | 64             | Welcome to the Peach House         |
| 23 września 2021     | 7 lutego 2022        | 65             | Pushing the Limit                  |
| 30 września 2021     | 14 lutego 2022       | 66             | Pig Poop and Rally                 |
| 7 października 2021  | 14 lutego 2022       | 67             | It Takes Toe to Tango              |
| 14 października 2021 | 21 lutego 2022       | 68             | The GOAT of All Birthdays          |
| 21 października 2021 | 21 lutego 2022       | 69             | A Lot Alike                        |
| 28 października 2021 | 28 lutego 2022       | 70             | Arms Folded, Fingers Crossed       |
| 4 listopada 2021     | 28 lutego 2022       | 71             | Camp Peach                         |
| 11 listopada 2021    | 7 marca 2022         | 72             | Yardi Gras                         |
| 18 listopada 2021    | 7 marca 2022         | 73             | Family Reunion                     |
| 2 grudnia 2021       | 14 marca 2022        | 74             | Floribama Shower                   |
| 9 grudnia 2021       | 14 marca 2022        | 75             | See Ya, Peach House                |